# Konfuciův institut
Konfuciův institut (čínsky 孔子学院; pinyin: Kǒngzǐ Xuéyuàn) je čínská nezisková veřejná vzdělávací organizace, která patří pod Ministerstvo školství Čínské lidové republiky. Deklarovaným cílem tohoto ústavu je propagovat čínský jazyk a čínskou kulturu, podporovat výuku čínštiny jako cizího jazyka a usnadňovat kulturní výměnu. Pro obavy ze vzrůstajícího vlivu Číny je tato organizace kritizována v mnoha zemích, ve kterých působí.

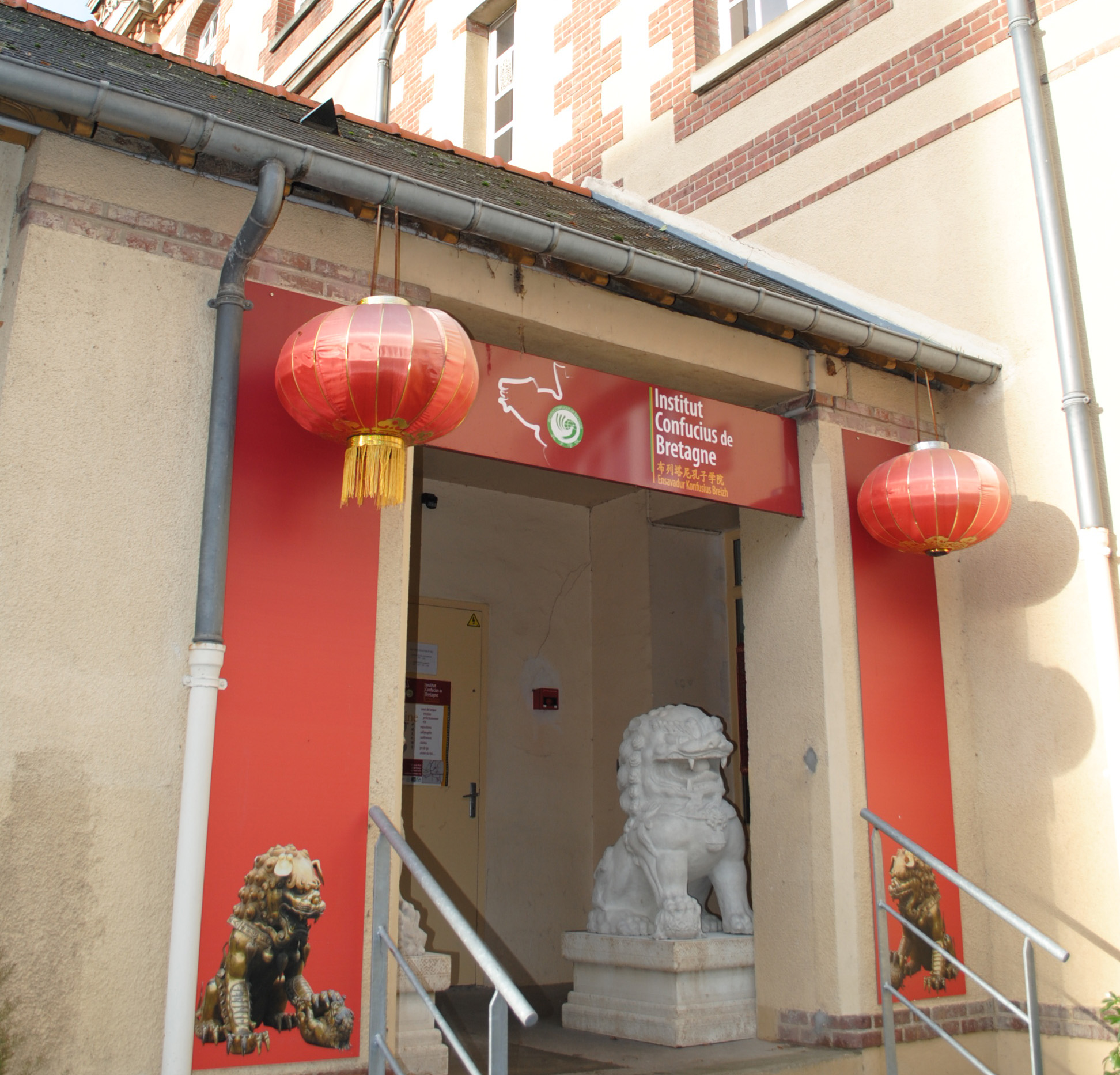
Vchod do Konfuciova institutu v Rennes (Bretaň)

Program Konfuciových institutů je řízen organizací Hanban (oficiálně jde o Čínský národní úřad pro mezinárodní šíření čínského jazyka – je to veřejná instituce přidružená k čínskému ministerstvu školství). Instituty fungují ve spolupráci s místními fakultami a univerzitami po celém světě a o jejich financování se dělí Hanban spolu s hostitelskými institucemi. V zemích třetího světa se však o jejich financováni stará plně ČLR. Čína srovnává Konfuciovy instituty s takovými organizacemi pro propagaci jazyka a kultury, jakými jsou např. portugalský Instituto Camões, britský British Council, francouzský Alliance Française, italský Società Dante Alighieri, španělský Instituto Cervantes, německý Goethe-Institut a podobné organizace řady dalších zemí. (Takovou organizační síť má i Česká republika, která zakládala svá Česká centra (tenkrát Československá) již od roku 1949). Tyto instituty jsou často považovány za ikonické kulturní symboly identifikované s příslušnou zemí, jako se Konfuciovy instituty identifikují s Čínou. Na rozdíl od těchto organizací však mnohé Konfuciovy instituty fungují uvnitř univerzitních areálů a vzbuzují proto vážné obavy o akademické svobody a politické ovlivňování v těchto školách.

## Historie
První Konfuciovy instituty byly otevřeny v uzbeckém Taškentu (zkušební zařízení) v červnu 2004 a potom v listopadu 2004 v Soulu (Jižní Korea). Jihokorejský institut v Soulu v současnosti už nefunguje. Další institut byl – rovněž v listopadu 2004 – otevřena na univerzitě v Marylandu (University of Maryland, College Park). Stovky dalších byly od té doby otevřeny v mnoha zemích po celém světě s nejvyšší koncentrací v USA, v Japonsku a v Jižní Koreji. V dubnu 2007 byl v Japonsku na univerzitě Waseda založen první výzkumně orientovaný Konfuciův institut. Jeho studijní program podporuje ve spolupráci s univerzitou v Pekingu výzkumné aktivity vysokoškoláků studujících čínštinu. V roce 2019 existovalo 530 Konfuciových institutů v mnoha zemích 6 kontinentů a Hanban má za cíl zvýšit do roku 2020 počet institutů na 1 000. Ministerstvo školství ČLR odhaduje, že v roce 2010 takto studovalo čínský jazyk 100 milionů zahraničních studentů. Během několika málo let své existence převýšil počet poboček Konfuciových institutů výrazně počty poboček podobných organizací (British Council, Goethe-Institut, Japan Foundation, …), které se rozvíjely po několik desetiletí. Výjimkou je pouze síť Alliance Française, která má po světě přes 1000 poboček, existuje však již od r. 1883.  

## Název

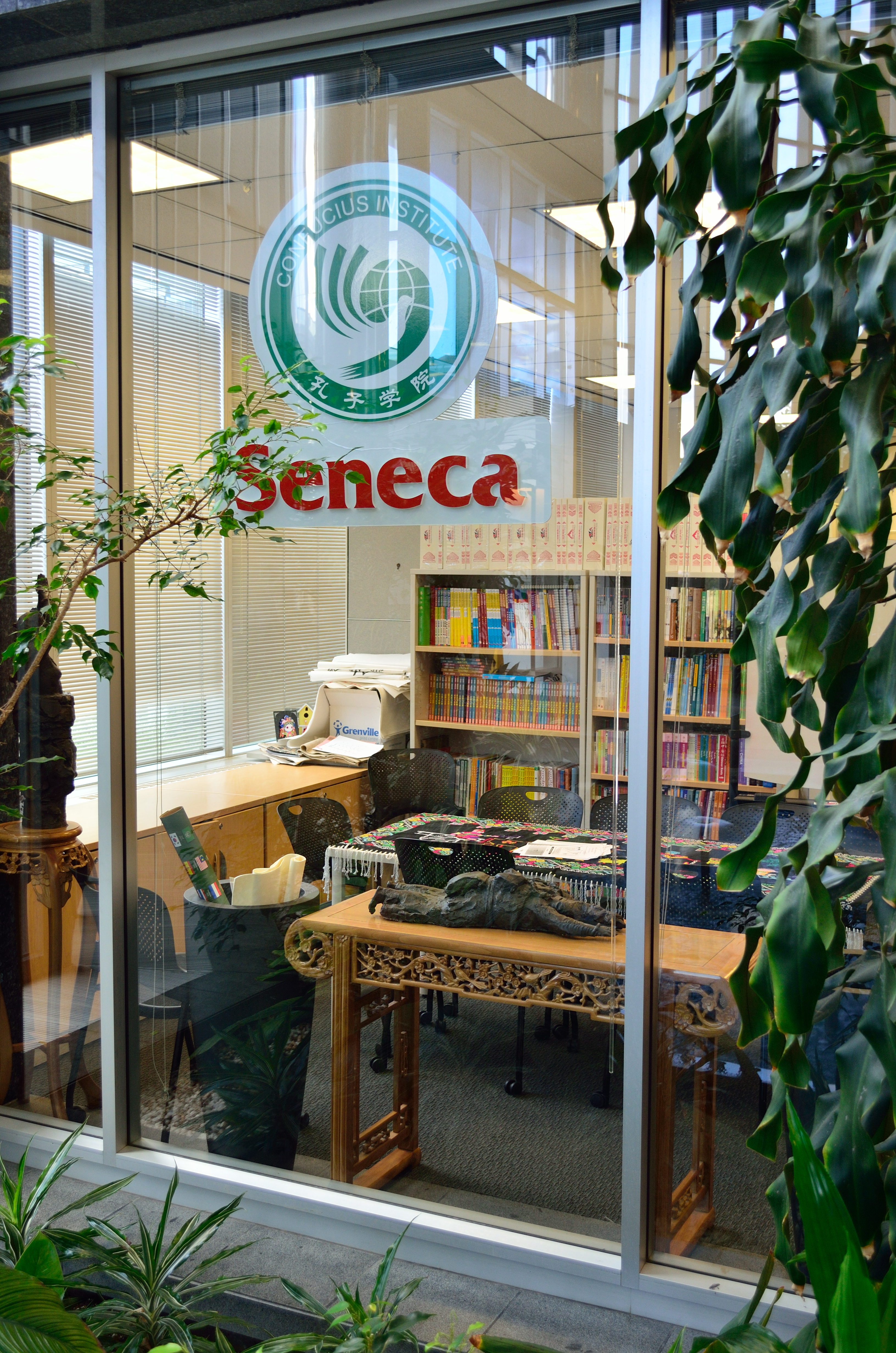
Konfuciův institut v Torontu (Seneca College)

Konfuciův institut je pojmenován po známém čínském filozofovi Konfuciovi (551 – 479 př. n. l.). V průběhu celého 20. století vedoucí představitelé Komunistické strany Číny Konfucia kritizovali a odsuzovali jako personifikaci feudálních čínských tradic, přičemž se anti-konfucianismus táhl od Hnutí za novou kulturu (1912) až po kampaň Kritizuj Lina, kritizuj Konfucia během čínské kulturní revoluce v 70. letech 20. století. V posledních desetiletích však zájem o starou čínskou kulturu zase roste a především Konfucius je opět populární. Vně Číny je Konfucius všeobecně viditelným symbolem čínské kultury vzdáleným od negativních asociací jiných prominentních čínských osobností jako je Mao Ce-tung.
„Konfuciův institut“ – to je obchodní značka. Podle vyjádření jednoho mluvčího organizace Hanban „ti, kdo užívají víc obchodních značek, se také těší vyšší popularitě, oblíbenosti a reputaci, mohou více ovlivňovat společnost, a tak mohou dosáhnout i na silnější podporu lokálních společenství“. Podle článku z r. 2014 v novinách The China Post (noviny, které vycházely v angličtině na Tchaj-wanu) by Čína bezpochyby nebyla tak úspěšná, kdyby tyto své organizace pojmenovala třeba Mao Ce-tungův institut nebo dokonce Teng Siao-pchingův institut. Ale tím, že se opřela o Konfuciovo jméno, vznikla značka, která se stala okamžitě symbolem čínské kultury a současně se podstatně odlišila od komunistické strany.

## Politické cíle
Konfuciovy instituty nemají jenom akademické poslání. Týdeník The Economist citoval Li Changchuna (jednoho z vrcholných čínských komunistických funkcionářů, nar. 1944), který řekl, že Konfuciovy instituty byly „významnou součástí čínského systému zahraniční propagandy“. Tohoto výroku se chopili kritici jakožto důkazu zpolitizovaného poslání Konfuciových institutů. Mnozí odborníci popisují program Konfuciových institutů jako vzorovou ukázku měkké síly, která prostřednictvím čínského jazyka a čínské kultury podporuje čínskou expanzi ekonomickou, kulturní a diplomatickou, zatímco jiní poukazují na možný sběr zpravodajských informací.
Čínské vedení je obezřetné a nechce, aby Konfuciovy instituty fungovaly jako přímí propagátoři stranické politiky. Tchajwanský aktivista a politik Peng Ming-min však tvrdí, že školy, kde vznikly Konfuciovy instituty, musely podepsat smlouvy, ve kterých prohlašují, že podporují pekingskou politiku jedné Číny. Výsledkem je, že v těchto institucích jsou Tchaj-wan a Tibet tabu. To je ale podle profesorky čínských dějin na UC Berkeley, Michael Nylan, poněkud sporné. Ta konstatovala, že Konfuciovy instituty ve svých požadavcích slevily a poučily se ze svých počátečních chyb. Ve svém přehledu 15 vysokých škol, které mají zkušenosti s Konfuciovými instituty, našla dvě zprávy o tom, že instituty chtěly zablokovat pozvané přednášející, obě přednášky však přesto proběhly.   

## Organizační uspořádání

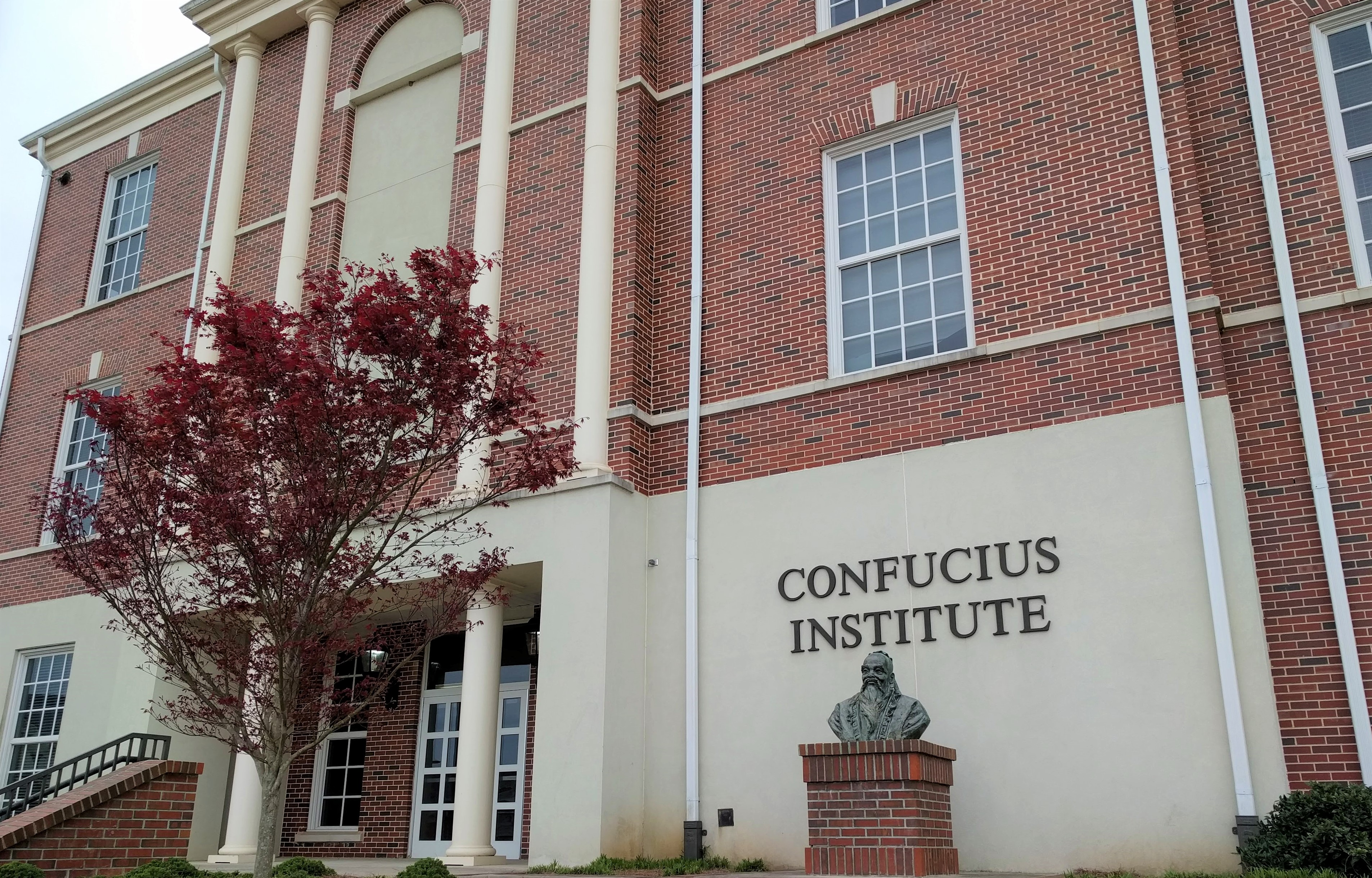
Budova Konfuciova institutu v Alabamě (Troy University campus)

Hanban je nevýdělečnou vládní organizací i když je propojen s ministerstvem školství a má těsné vazby na řadu významných činitelů komunistické strany. Ředitelství Konfuciova institutu v Pekingu stanovuje směrnice, kterými se řídí Konfuciovy instituty po celém světě. Ředitelství je vedeno patnáctičlennou radou, jejímiž deseti členy jsou ředitelé Konfuciových institutů v zahraničí. Samotné instituty jsou samostatně vedené prostřednictvím své vlastní správní rady, která by měla zahrnovat členy hostitelské instituce. Ostatní vůdcové rady ředitelství v Pekingu jsou vybíráni z komunistické strany a z ústředních vládních agentur, jako jsou Ministerstvo financí, Ministerstvo školství a Informační kancelář státní rady (známá také jako Úřad pro zahraniční propagandu). Rada stanovuje agendu Konfuciových institutů a mění jejich stanovy, zatímco ostatní úkoly a běžné vedení Konfuciových institutů má na starost profesionální výkonné vedení řízené generálním ředitelem.
Čínská vláda se dělí o břemeno s financováním Konfuciových institutů s hostitelskými vysokými školami a k managementu institutů přistupuje v rámci politiky nevměšování se. Instituty fungují nezávisle v rámci směrnic, které stanovil Hanban a ředitelství Konfuciova institutu v Pekingu. Každý institut odpovídá za čerpání svého rozpočtu schváleného ředitelstvím, které stanovuje různá omezení týkající se využívání finančních zdrojů včetně rezerv pro zvláštní účely. Instituty v USA obecně dostávají z Hanbanu roční podporu kolem 100 000 $ s tím, že rozpočet dorovná místní hostitelská univerzita. Kromě své místní partnerské univerzity spolupracují instituty s nějakou partnerskou univerzitou v Číně; příkladem může být Konfuciův institut na Univerzitě v Tallinnu a partnerství s Univerzitou finančně-ekonomickou v Šanghaji. Mnohé instituty podléhají vedení, které se skládá z několika členů čínské partnerské školy, a zbytek vedení tvoří členové lokální partnerské univerzity. Ředitele institutu většinou jmenuje místní partnerská univerzita.

## Konfuciovy instituty v Česku
V září 2007 byl zřízen Konfuciův institut v rámci Univerzity Palackého v Olomouci. Univerzita Palackého tím navazovala na tradici výuky čínského jazyka v Olomouci. Partnerského projektu se účastnila i Univerzita zahraničních studií v Pekingu vyučující několik desítek cizích jazyků včetně češtiny. Vedle výuky čínštiny pořádal Konfuciův institut i další přednášky a kulturní akce. Od 1. ledna 2024 již Konfuciův institut není pracovištěm Univerzity Palackého.
V březnu 2018 byla otevřena Konfuciova třída (Confucius Classroom) na VŠB -Technické univerzitě Ostrava. Konfuciova třída je koncipována jako centrum výuky čínského jazyka a kultury zajišťované rodilými mluvčími (výukovým jazykem je angličtina). Nabízí kurzy jak pro akademickou obec, tak pro širokou veřejnost Moravskoslezského kraje.
Při příležitosti česko-čínského podnikatelského fóra v rámci prvního Čínského mezinárodního veletrhu dovozu v Šanghaji byla začátkem listopadu 2018 podepsána dohoda o zřízení dalšího Konfuciova institutu, a to při Vysoké škole finanční a správní v Praze. Institut byl otevřen jako společný projekt Vysoké školy finanční a správní a China Jiliang University v Hangzhou. Je umístěn prostorách VSFS na adrese Vlkova 12, Praha 3 – Žižkov. Od ostatních institutů se má odlišovat ekonomicko-podnikatelským think-tankem, který bude zpracovávat ekonomické analýzy a sledovat trendy česko-čínských a euro-čínských obchodních a investičních vztahů. Celosvětový přehled o Konfuciových institutech a o Konfuciových třídách rozdělený podle 5 světadílů lze nalézt na stránkách Hanbanu.  

## Ohlasy a polemiky
Během své rychlé expanze se Konfuciovy instituty staly předmětem mnoha polemik. Jejich kritika zahrnuje praktická znepokojení týkající se financování, životaschopnosti v akademickém prostředí, právních záležitostí, vztahů s čínskou partnerskou univerzitou, ideologických obav spojených s nevhodným ovlivňováním výuky a výzkumu, průmyslové a vojenské špionáže, sledování Číňanů v zahraničí a podkopávání tchajwanského vlivu. Proti zřízení Konfuciových institutů na univerzitách v Melbourne, v Manitobě, ve Stockholmu a v řadě dalších byla rovněž organizována opozice. Ještě důležitější je, že některé univerzity, které hostily Konfuciovy instituty, se rozhodly ukončit své smlouvy. To se např. v r. 2013 stalo na univerzitách McMaster v Ontariu a v Lyonu, v r. 2014 na univerzitách v Chicagu, v Pensylvánii a v okresní školní radě v Torontu, v r. 2015 na univerzitě ve Stuttgartu. Takových případů je víc a docházelo k nim i v dalších letech.
V roce 2021 vydalo nakladatelství Piper knihu dvou německých novinářů (S. Aust, A. Geiges) Xi Jinping – der mächtigste Mann der Welt. Zatímco v Lipsku a ve Freiburgu byly o této knize uspořádány debaty bez potíží, narazily Konfuciovy instituty při univerzitách v Duisburgu-Essenu a v Hannoveru při plánovaném představení této knihy na ostrý nesouhlas z čínské strany. V nátlaku na zrušení těchto akcí se vedle čínského generálního konzula v Düsseldorfu angažovala i šanghajská Univerzita Tchung-ťi (čínský partner institutu v Hannoveru). Čínský nátlak tohoto typu pak vyvolává otázky, zda univerzity pro svou činnost Konfuciovy instituty vůbec potřebují. 